# Nebououserrê
Nebououserrê est, selon certains spécialistes, dont Jacques Kinnaer, peut-être le deuxième roi de la XIVe dynastie avec des dates de règne de -1760 à -1750. D'autres, dont Dariusz Sitek, le compte à la XVIe dynastie. 
Son nom de naissance était Yâmou (Yˁmw). Il n'est pas mentionné par le canon royal de Turin.

## Titulature
Le nom de Sa-Rê Yâmou serait d'origine sémite.